# Valnötsväxter
Valnötsväxter (Juglandaceae) är en familj träd i ordningen Fagales. I familjen återfinns flera viktiga nötbärande träd som valnöt, pekannöt och hickory.
Kännetecknande för alla släkten är stora blad, vindpollinerade blommor och att frukten är en nöt. Arterna är lövfällande.
Arterna i familjen är träd med vanligen stora, strödda, parbladiga blad utan stipler, rika på garvämne och harts. Familjen förekommer i hela världen utom Afrika och Australien, företrädesvis i Nordamerika och Östasien och omfattar 8 släkten med omkring 60 arter. 
Många av arterna har kommit till användning i medicinen, till tekniskt bruk och som näringsmedel på grund av bittra ämnen och garvämne i fruktskal och bark samt fet olja i frukternas kärnor. Ett värdefullt virke, särskilt till möbler, erhålles av arter i hickorysläktet (Carya), valnötssläktet (Juglans)  och Engelhardia.
Många fossila valnötsväxter är kända från såväl Gamla som Nya världens tertiäravlagringar, och familjen hade under tertiärtiden en betydligt större, särskilt nordligare, utbredning än nu. Hickorysläktet fanns då i Europa, och även Engelhardia förekom i världsdelens södra och mellersta del. Även inom det arktiska området (Island, Grönland, Alaska) var familjen representerad, och i Grönlands tertiära lager norr om 70° nordlig breddgrad har frukter av såväl hickorysläktet och valnötssläktet blivit funna.